# Fort de Jiayuguan
Pour les articles homonymes, voir Muraille (homonymie).
Jiayuguan ou passe de Jiayu (chinois simplifié: 嘉峪关; chinois traditionnel: 嘉峪關; pinyin: Jiayu Guan, littéralement: « le fort de la vallée fertile[réf. nécessaire] » ) est un fort à l'extrémité ouest de la Grande Muraille de Chine, près de la ville homonyme de Jiayuguan dans la province de Gansu.
Avec les forts de Juyongguan(en)40° 17′ 18″ N, 116° 04′ 07″ E et de Shanhaiguan, il est l'un des principaux passages de la Grande Muraille. La passe est surnommée la « plus grande passe de Chine sous les cieux », ou  « première et plus grande passe sous les cieux » (天下第一雄關).

## Histoire
Le fort est construit au XIVe siècle, en 1372, sous la dynastie Ming,. Il a été construit près d'une oasis qui était alors sur le bord extrême ouest de la Chine. À l'extrémité occidentale de la Grande Muraille, le fort constituait le dernier point chinois avant le désert de Gobi et servait de bagne aux bannis par l'Empereur.
En 3 siècles d'activité sous la dynastie Ming, autour de 1 000 soldats au total sont estimés avoir occupé le fort[pas clair]. Durant cette période, le peuple ouïghours aurait demandé à s'établir dans le fort. Selon l'historien chinois Luo Zhewen, le fort de Jiayuguan est un des symboles du processus d'unification des ethnies en Chine.
En 2013, sa rénovation nécessite un budget équivalent à 290 millions de dollars[réf. nécessaire].
Depuis 2014, le train à grande vitesse relie Jiayuguan à la capitale.
En octobre 2016, le ministère du tourisme chinois enregistre 442 800 visiteurs venus à Jiayuguan pour la période des fêtes.

## Situation
Le col est situé au point de la section ouest du Corridor du Hexi, 6 km au sud-ouest de la ville de Jiayuguan dans le Gansu. La structure du fort est située entre deux collines, dont l'un est appelé Jiayuguan. Le site touristique se situe sur la ligne ferroviaire Lanzhou–Xinjiang.
Le musée de la Grande muraille se situe à côté du fort. Certaines scènes du film de production sino-américaine La Grande Muraille (2016) ont été enregistrées dans les environs du fort, mais pas sur le fort lui-même. Jiayuguan compte parmi les 8 lieux de la région de Gansu qui bénéficient d'un programme de promotion du tourisme appuyé par l'État. Le fort se trouve sur la nouvelle route de la soie, et constitue de fait un lieu stratégique pour le développement de cette nouvelle zone économique.

## Légende
Selon la légende, le concepteur du fort avait calculé le nombre exact de briques nécessaires à sa construction. Son superviseur insista pour qu'il en commande plus, au cas où ses calculs seraient erronés. Le concepteur commanda alors une seule brique supplémentaire, qui fut aussi la seule non utilisée à la fin de la construction.

## Anecdotes
Le genre de dinosaure Xiongguanlong tire la première partie de son nom de 雄關 (Xiong Guan), un ancien nom de la passe.